# Überherrn
Überherrn és un municipi del districte de Saarlouis a l'estat federat alemany de Saarland. Està situat tocant el riu Bist amb la frontera amb França, aproximadament a 10 km al sud-oest de Saarlouis i a 20 km a l'oest de Saarbrücken.
Antic municipi independent de la Mosel·la va ser cedit a Prússia al 1815.

## Nuclis
- Altforweiler
- Berus
- Bisten
- Felsberg
- Überherrn
- Wohnstadt